# Грей, Питер
Питер Грей (англ. Peter Gray; 25 августа 1926, Ньюпорт, Уэльс — 7 июня 2012) — британский физико-химик, один из лидеров исследований в области химии горения и химических нестабильностей. Он известен своими работами по обоснованию термокинетических основ воспламенения и холодного пламени для низкотемпературного окисления углеводородов, развитием тепловой теории взрыва и её непосредственной экспериментальной проверкой, а также изучением неустойчивости систем, регулируемых автокаталическим откликом.

## Биография

### Детство и юность
Питер Грей родился 25 августа 1926 года в Ньюпорте, Уэльс. Родители — Айвор Грей и Роуз Грей (Адкок). Отец Питера, один из восьми детей, бросил школу в раннем возрасте и устроился учеником в типографию в Ньюпорте. Его мать была учительницей из Бирмингема. Родители Питера встретились в ходе послевоенной поездки по полям сражений во Франции и Фландрии, где служил Айвор.
Впервые пошел в школу Дарем-Роуд-Инфант в пять лет (в 1931 году). Его младший брат, Роберт, родился в конце 1933 года. Питер ходил в Дарем-Роуд до преждевременной смерти своей матери в возрасте 38 лет в сентябре 1935 года. После этого он перешел в школу Доктора Уильямса в Каерлеон, а затем в начальную школу Санкт-Вулос, в которой он закончил одиннадцатый класс и сдал экзамен в 1937 году. Он был награждён вступительной стипендией в средней школе Ньюпорта, которую он посещал в период с 1937 по 1943 года, получив аттестат по восьми предметам в 1941 году, а также сертификат высшей школы в области химии, физики и математики в 1943 году.
Питер посетил летние образовательные экзамены в Кембридже в августе 1943 года, где получил большую стипендию в колледже Гонвилль и Кай, который стремился убедить его отказаться от стипендии, предложенной колледжем Сент-Джонс (Оксфорд). Он выбрал Кембридж, и в возрасте семнадцати лет избрал путь изучения естественных наук. Питер ежегодно получал различные премии колледжа, и в 1946 году закончил его с отличием. В это же время отец Питера женился во второй раз на Дейзи Герберт (Уилс), у них родились дети: сводная сестра Питера — Патрисия и его сводный брат Питер Герберт.

### Кембридж 1943-55
Большое влияние на Питера во время его обучения на первом курсе произвел будущий лауреат Нобелевской премии Р. Г. В. Норрис, он раскрыл в своем ученике страсть к цепным реакциям, пламени и взрывам.
Питер получал докторскую степень под руководством Ф. Боудена, который известен своими работами над фрикционным нагревом, а также шефством над группой физики и химии твердого тела. Тема докторской диссертации Питера была связана с активацией взрыва в жидкости при ударе. Эта работа в общем плане показала взрыв вещества при окислении топлива и во многом определила дальнейшую научную карьеру Питера, а именно изучение «холодного пламени» и «тепловых взрывов». В 1949 году он защищает свою докторскую диссертацию, а также награждается престижными научно-исследовательскими стипендиями, направленными на продолжение его работы.
Начало научной работы в области физической химии в статусе доктора наук не задалось для Питера, поэтому в 1951 году он ухватился за возможность перейти на кафедру химического машиностроения под руководством Т. Фокса. На реакторе, построенном в Лидсе, были заложены теоретические и экспериментальные основы по изучению химической инженерии, Питер считался одним из ведущих специалистов в Великобритании в этой области. После пяти лет работы в группе химической технологии начальник Питера, Фокс, все же посоветовал ему продолжить карьеру в области физической химии.
13 декабря 1952 года Питер женился на Барбаре Джоан Хьюм, дочери Джона и Марджори Хьюм, выпускнице Ньюнхема в области биохимии. В 1954 году у них родилась первая дочь — Кристина. Стечение всех этих обстоятельств побудило Питера к поиску нового места работы вне стен Кембриджа.

### Лидс 1955-88
Питер занял должность лектора на кафедре физической химии в Университете Лидса осенью 1955 года, именно в этом году он опубликовал 17 статей — рекордное для себя количество, которое он смог превзойти лишь в 1984 году. Его жена, Барбара, получила должность лектора на кафедре биохимии. В этом же году ему была присуждена медаль Мельдола, как британскому химику в возрасте до 32 лет за «самые достойные и перспективные исследования в области химии» от Королевского Химического Общества. Впоследствии Питер также был награждён медалью Марлоу от Фарадеевского Общества в 1958 году, в 1959 он был повышен до ранга чтеца, а в 1962 году получил собственное место. В этот период в семье Греев родилось ещё трое детей Эндрю, Дэвида и Салли в 1956, 1958 и 1961 годах, соответственно.
В 1965 году Питер сменил Дейнтона на посту заведующего кафедры, и следующие десять лет он посвятил себя кафедре физической химии, считающейся основной в Великобритании, и группе по изучению химии горения, занимающей ведущие мировые позиции.
В рамках своих зарубежных визитов Питер Грей посетил Университет Британской Колумбии (1958-59), в котором над определением высокого барьера вращения метилнитрита (CH3ONO) с помощью ядерно-магнитного резонанса работал С. А. Макдауэлл, Университет Западного Онтарио (1960) и Геттинген. В 1977 году Питер посетил Советскую Армению, где встретился с Н. Н. Семеновым, Д. А. Франк-Каменецким, Я. Б. Зельдовичем, И. Е. Сальниковым и А. Г. Мержановым, эти знакомства во многом повлияли на поздние работы Грея в области тепловых и химических нестабильностей.
Питер с большой самоотдачей трудился в Фарадеевском обществе и в Британском физико-химическом обществе, где он регулярно выступал на протяжении нескольких десятилетий, также с 1977 по 1983 он был казначеем, а с 1983 по 1985 — председателем, одновременно с этим он являлся членом Совета Химического Общества. Специально к семидесятилетию Питера (в сентябре 1996 года) был опубликован специальный выпуск Трудов Фарадеевского Общества. Питер также являлся сотрудником Комитета по взрывчатым веществам в Министерстве Обороны, который он возглавил после Боудена. В список его заслуг также стоит записать членство в редколлегии многих журналов, ко всему прочему, он входил в Консультационный совет по Мемориальной стипендии Рамзи с 1982 по 2002 год. В 1977 году Питер был избран членом Королевского общества, в 1978 году «за блестящие исследования в области горения, в частности, теоретической и экспериментальной термохимии» был награждён золотой медалью Бернарда Льюиса, присуждаемой Институтом горения, в 1986 году награждён премией Королевского общества, а в 1988 году — премией Италгаз.

### Возвращение в Кембридж 1988
В 1988 году Питер Грей был избран главой колледжа Гонвилль и Кай и вернулся в Кембридж.
Тяжелым периодом для Питера стал 1992 год, когда скончалась его жена Барбара. Незадолго до выхода на пенсию с должности главы колледжа в мае 1996 года Питер Грей женился во второй раз на Рэйчел Херциг.
Питер Грей удостоен звания почетного доктора наук Университета Лидса в 1997 году, он также был председателем и президентом Кембриджского философского общества.

## Научная деятельность
Питер Грей был автором более 300 научных статей в журналах, обзоров и одной монографии, был редактором спецвыпусков, сборников и томов. Его литературный язык был понятным и текучим, что сделало его работы общедоступными. На протяжении свей своей деятельности он преследовал темы самовозгорания, химической нестабильности и взрывов.
Как уже было сказано, первые работы Питера в Кембридже были написаны о механизмах активации взрыва при ударе (1946-48), термическом разложении и самовозгорании алкилнитратов (молекул вида RO-NO2), алкилнитритов (например, Изоамилнитрит) (RO-NO), нитроалканов (R-NO2), явлении «холодного пламени» и обсуждение роли алкоксирадикалов в этих процессах, а также способа поддержания горения с помощью диоксида азота (1948-51). Первая статья Питера, опубликованная в Nature, затрагивала проблему воспламенения паров взрывчатых веществ. Далее вышла статья об инициации взрыва.
В период с 1951 по 1955 года эта работа была расширена и получила практическое применение при изучении распространения пламени и в пламенной спектроскопии для более широкого круга топлив, в том числе гидразина и азида водорода, а также были дополнены теоретические аспекты пламени и взрыва. Для более полного понимания этих систем, работа включала в себя и термодинамические исследования по калориметрии для низкотемпературных измерений теплоемкости, исследования внутреннего вращения и энергии диссоциации для различных спиртов и эфиров. Также в этот период начата работа, описывающая реакционную способность, структуру и термохимию азидов, запланировано большое количество экспериментов и теоретический расчет энергии кристаллической решетки. Эти исследования привели к публикации 40 статей (до переезда Питера Грея в Лидс).
Научная работа в Лидсе началась с совместных работ с Уильямсом над алкилнитратами и нитритами.
Исследования, в которых Питер Грей был общепризнанным мировым лидером, включали в себя разработку теории теплового взрыва и непосредственных экспериментальных испытаний этой теории. Первые статьи Питера в этой области содержат в себе рассмотрение стремительного роста и выделения температуры до момента воспламенения, наблюдение неконтролируемого термического роста в реакции окисления гидразина, рассмотрение эффектов потребления реагента и выделения тепла в эндотермических системах. Первые измерения температурных профилей в газах были сделаны при помощи тонкопроволочных термопар. Важной задачей для Питера было получить аналитическое решение для критических условий при неконтролируемом тепловом росте в сферическом объёме, которое подчинялось бы стационарному уравнению тепловыделения.
После статьи с Коулингом, профессором математики из Лидса, последовала важная серия исследований транспортных свойств, в частности, термической проводимости и диффузии, проведенных совместно с Холландом, Макжеком и Клиффордом. Результаты этих работ удалось распространить на реакционно способные частицы, такие как атомы водорода, что привело к открытию неожиданного хроматографического эффекта для поверхностных атомов.
Первые исследования Питера по окислению алкильных радикалов перекисью познакомили его с явлением холодного пламени и взаимным влиянием температурных и химических эффектов (термокинетический или тепловой цепной эффекты). Эта работа пройдет красной нитью через большинство исследований Питера Грея, проведенных в Лидсе. Исследования с Хаско и Лигнола привели к зарождению основ для реакций холодного пламени, на примере окисления небольших углеводородов. За их происхождением скрывался отрицательный температурный коэффициент.
Была принята попытка найти и понять колебательное горение на примере более простых систем, на себя обратили внимание более ранние сообщения о колебательном пламени в реакции окисления монооксида углерода. Эксперименты в классических закрытых системах с Гриффитсом и Бондом помогли сделать большой шаг вперед. Они показали воспроизводимость результатов и подчеркнули важность присутствия водородсодержащих частиц. Использование проточных реакторов с возможностью прямой контролируемой подачи водорода в систему наглядно подтвердило явление колебательного горения и стало ключом к его пониманию. Следующим шагом, шагом назад, к ещё более простой системе с использованием проточных реакторов — окисление самого водорода, при этом также можно наблюдать явление колебательного горения. В конечном итоге Гриффитс смог объяснить его через автоингибирование реакции получающейся в ходе реакции водой и, так называемый, эффект оптимизатора третьего тела при переносе радикала, который работает в сочетании с самоускоряющемся разветвлением цепи. Эти же системы будут использоваться в будущем для обнаружения первых примеров хаотического горения.
После проведения экспериментов по окислению монооксида углерода, было предположено, что колебания могут возникать даже без изменения температуры, а значит возможно управление ими лишь при помощи химического отклика. Эксперимент проводили в реакторе непрерывного действия с механическим перемешиванием (ПРМ). В реакторе такого типа система демонстрирует удивительное множество возможных зависимостей стационарных концентраций от концентраций в потоке и коэффициентов скорости. Стационарные кривые могут образовывать S- и Z- образные профили, которые, соединяясь, образуют «грибы» или «острова». Более того, стационарные состояния могут переходить в неустойчивые, при этом возникают непрерывные колебания. Эта схема известна под названием модель Грея-Скотта, и в настоящее время широко применяется в качестве дополнения к ранее известной модели Брюсселятора.
Последняя публикация Питера была выполнена в качестве соредактора тематического издания Философских трудов Королевского общества, она возникла в результате обсуждения на одном из заседаний Королевского общества, председателем которого был Джон Филд. Оно включало в себя широкий спектр работ по энергетическим материалам, в том числе по взрывчатым веществам и ракетному топливу, начиная от экспериментальных исследований положений «горячих точек» и механизмов их инициации до завершающей стадии детонации, и от нитрования органических молекул азотным ангидридом до теоретических основ дифференциальной сканирующей калориметрии. Эта встреча была поистине международной, на ней присутствовало 140 делегатов из 17 стран, она прошла 5 ноября.

## Интересные факты
1. Отец Питера изменил свой возраст, чтобы в 1915 году быть призванным на поля сражений Первой Мировой войны.

2. Питер описывал свое детство следующими словами: 
«Очень доволен исключительно счастливыми и любящими родителями».
3. Когда Питеру было десять лет, он получил в качестве подарка от своей тети Эллы химический набор, и последующие три года он и его друзья стали дополнять его «сильнодействующими реагентами, в том числе сильными кислотами и щелочами», приобретенными в известной сети химических магазинов.
4. Во время учёбы в Кембридже он вступил в хор колледжа в роли «легкого тенора».
5. Питер принадлежал к группе студентов, основавших неофициальное общество, известное как «Яки и Вороны». Это название родилось случайно во время отдыха в Северном Уэльсе в 1944 году. Группа на протяжении шестидесяти лет ежегодно собиралась на ужин.
6. Все четверо детей Питера ходили в школу Лидса, а затем стали студентами Кембриджа.

7. В статье для журнала Caian Питер изложил свою философию следующим образом:
«Я хочу подчеркнуть важность создания возможностей для других людей. Необходимо формировать атмосферу, в которой каждый чувствует, что он может делать то, что он действительно хочет сделать, и найти способ воодушевить его для этого».